# Amarelo
O amarelo é uma cor-pigmento primária e cor-luz secundária, resultado da sobreposição das cores verde e vermelho. É a cor entre verde e laranja no espectro da luz visível. É evocado pela luz com um comprimento de onda dominante de aproximadamente 570-590 nm. É uma cor primária em sistemas de cores subtractivas, usado na pintura ou impressão em cores. No modelo de cores RGB, usado para criar cores na televisão e telas de computador, o amarelo é uma cor secundária, combinando vermelho e verde na mesma intensidade.

## Uso, simbolismo e expressões coloquiais

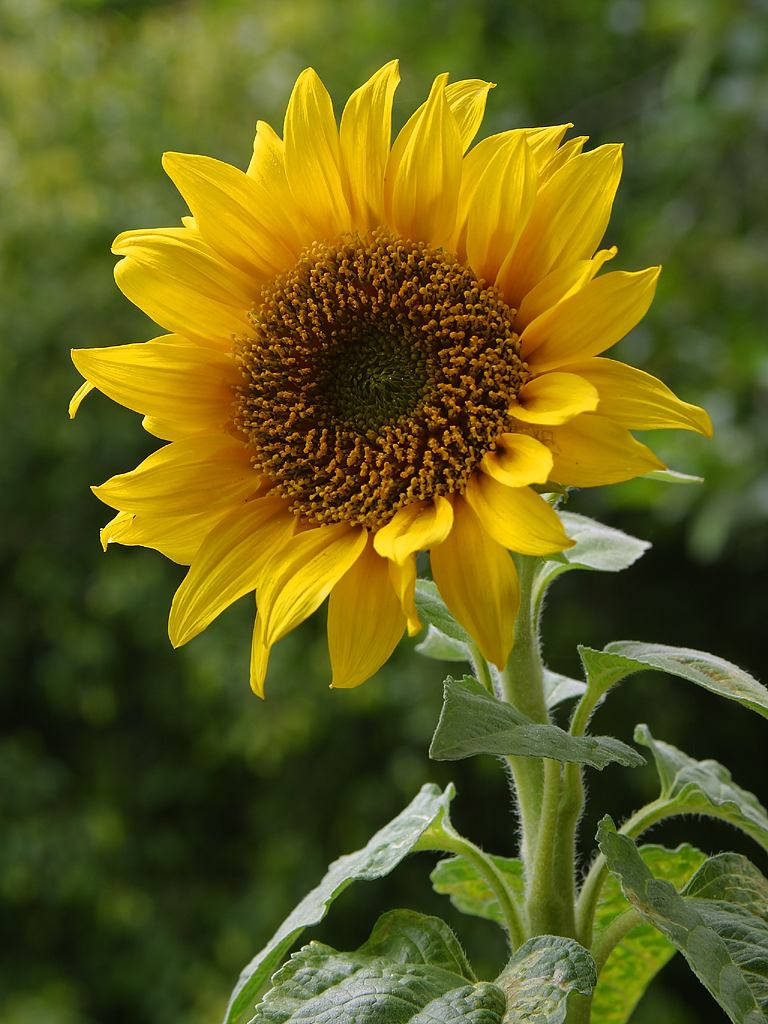
Entre as principais manifestações naturais da cor amarela está a flor do girassol.

É considerado o mais expansivo entre os matizes, assim como o que mais atrai os olhos. A exploração de seu uso tem uma grande importância na obra de Vincent van Gogh.
O amarelo é uma das cores símbolos do Brasil junto com o verde, o azul e o branco e por isso é também a cor da camisa nº 1 da Seleção Brasileira de Futebol, que por conta disso é chamada de Seleção Canarinho. Na bandeira brasileira o amarelo aparece na forma de um losango.
O amarelo é uma das cores símbolos da Alemanha junto com o preto e o vermelho, na bandeira da Alemanha ele aparece assim como essas outras duas cores em forma de uma banda horizontal.
O amarelo era a cor símbolo do Imperador da Rússia e por consequência, da Monarquia Russa.
Para os estudiosos em segurança pessoal e patrimonial, é a cor menos adequada, pois qualquer corpo que tenha o amarelo como fundo – mesmo sob a escuridão – é dificilmente perceptível, sendo assim a cor recomendada para telhados.
Em muitos países, o amarelo é usado para representar os táxis. A cor também costuma ser usada nas "páginas amarelas" das listas telefônicas para designar anúncios classificados.
Na política da maioria dos países europeus, o amarelo está associado a partidos liberais, como o Liberal Democratas da Grã-Bretanha, e o Partido Democrático Liberal da Alemanha.
Na natureza a cor amarela manifesta-se em frutos, flores e também em animais geralmente venenosos, como cobras, sapos.
Para alguns estudiosos a cor pode significar poder, riqueza e prosperidade.
É a cor do lenço dos escuteiros católicos da primeira secção (lobitos).

## Semáforo
Sinal do semáforo que obriga o motorista que ainda não entrou na correspondente interseção ou ainda não atravessou a correspondente faixa de pedestres a não fazê-lo, exceto se estiver tão próximo do local de parada que a frenagem exigida possa vir a causar um acidente.
Seu dimensionamento incorreto é uma das principais causas de acidentes nos cruzamentos com semáforos. Nunca deve ser inferior a quatro segundos em vias arteriais e inferior a três segundos em vias coletoras ou locais.